# Fusta sintètica
La fusta sintètica és un material fabricat a partir de residus de fusta i plàstics reciclats seleccionats, resultant en un material de major durabilitat i menor manteniment. També es coneix per aquest nom a compostos enterament sintètics l'acabat imita l'aspecte de la fusta natural. Els productes finals poden ser emprats de la mateixa manera que la fusta natural, principalment per a ús en exteriors, acceptant també i ambients salins.
La composició de les diferents fustes sintètiques és molt variable: les més freqüents combinen plàstics com el PVC amb fusta en proporcions properes al 50%, mentre altres són un 100% plàstiques.
Aquests productes es distribueixen sota diverses marques comercials registrades, com Fiberon, Timberdeck, Greendeck, etc.